# Leptodontium terrenum
Leptodontium terrenum là một loài Rêu trong họ Pottiaceae. Loài này được (Stirt.) Stirt. mô tả khoa học đầu tiên năm 1915.